# 야마니시 도시카즈
야마니시 도시카즈(일본어: 山西 利和, 1996년 2월 15일~)는 일본의 육상 선수로 주 종목은 경보이다. 2020년 하계 올림픽에서 남자 경보 20km 부문 동메달을 획득했고, 2019년과 2022년 세계 선수권 대회에서 경보 20km 금메달을 획득했다.